# Wilderness (musikalbum av Ola Salo)
Wilderness är Ola Salos debutalbum som soloartist, släppt den 20 maj 2015.

## Låtlista
| Nr           | Titel                             | Längd |
| ------------ | --------------------------------- | ----- |
| 1.           | Come Holy Spirit                  | 4:22  |
| 2.           | Hamartia                          | 2:59  |
| 3.           | How I Kill                        | 3:37  |
| 4.           | Be The First To Like Me           | 2:50  |
| 5.           | Go On Go On                       | 3:38  |
| 6.           | Youth Is A Time Of Sorrow         | 4:41  |
| 7.           | The Wilderness                    | 3:26  |
| 8.           | Walk On Water                     | 3:02  |
| 9.           | Standing On The Edge Of The World | 3:58  |
| 10.          | Crying On A Hard Shoulder         | 3:53  |
| 11.          | Rip Your Heart Out                | 3:53  |
| 12.          | Calling On The Curious            | 3:36  |
| Total längd: | Total längd:                      | 46    |

## Listplaceringar
| Lista (2015) | Topplacering |
| ------------ | ------------ |
| Sverige      | 2            |